# Житуша
Житу̀ша е село в Западна България. То се намира в община Радомир, област Перник.

## Културни и природни забележителности
Селото се намира в подножието на Ко̀лош планина. В местността „Янкьовец“, която се намира на върха на планината. Има една от няколкото природни забележителности, а именно това са вековните дъбове, растат също и диви божури, бял и розов люляк. Където някога са минавали и са се укривали хайдути. Според историята се говори, че някъде там има укрито злато и скъпоценности. До 2003 – 2004 година е функционирала въгледобивната мина „Инж. Иван Русев“, която е хранила семействата на над 700 души от областта, Перник, Радомир, Дупница, Кюстендил, Бобов Дол, Земен, София. Осигурен месечен пазар за реализация на над 2000 тона въглища. Въглищата са добивани предимно за ТЕЦ „Бобов Дол“, както и за собствени нужди на рудника.

## Редовни събития
На 13 юни ловно-рибарската дружина Колош от състава на ЛРС – Радомир, се провежда на билото на Колош планина в м. „Янкьовец“ традиционния вече ловен събор. Този събор не е само за ловците. С уважение към него се отнасят миньорите от мини Бобов дол и хората от съседните села, защото този събор на същото място и по същото време се е провеждал до 1956 г. като събор на миньорите.

## Други
Колош се нарича източният дял на Конявската планина, чийто най-висок връх е Колош – 1315 м. Според проф. Иван Урумов тя е средиземноморски оазис на южни растения, които цъфтят в по-голямата част от годината.
Природните дадености са условие за растежа на планинския красавец „див розов божур“ /самовилски божур/, оцелял на площ от 30 дка само в красивата Колош. Ако не се вземат мерки за опазването му, и той ще изчезне от планинското било.
Тук се срещат още жълто урумово лале, сръбско звънче, белоцвет и червеникав дебелец, скален карамфил с бялорозови цветове, ведрица /козарка/, небесносиньо звънче, снежнобяло кокиче, жълта високостебла иглика, а също и ароматни билки за чай: мащерка, риган, жълт и червен кантарион, бял равнец, мента и др.
В местното дивечовъдно стопанство се срещат сърни, глигани, лисици, зайци, много рядко вълци, белки, костенурки.
Следи от римски и византийски заселници са намерени в местността Градище. На места личат останки от второстепенни и третостепенни римски пътища през Колош от запад на изток и до Беломорието /към Солун/. През Средновековието планината е била ту във византийска, ту в българска територия. На западните склонове под местността Червено присое, сред борови гори се намира х. Момин кладенец – изходен пункт към нея е с. Извор, а дотам се стига с автобуси от София /Перник – Радомир – Извор – Кленовик – Касилак/. От с. Извор има маркирана пътека към хижата. На хоризонта на юг ясно се очертават върховете Сливата, Градището, Чаталето и връх Колош. Хижата е 4-етажна, добре обзаведена с 30 места с по 2,3,4 легла, електрифицирана и водоснабдена, с вътрешни санитарни възли. Построена е през 1985 г. от ловното и туристическото дружества. На изток по стръмна пътека през борова гора за около 40 мин. се стига до местността Говедарника, където се намира късноантичната крепост Градище. Разположена е на естествено защитен терен с елипсовидна форма, дълга е около 400 крачки и широка до 80 м. Градена е от ломен камък и хоросан. Тази крепост е една от 35-те в полузависимото малко царство на болярина Кракра, управлявал област, съставена от две по-малки – Грахово и Мраката /Радомирско/. Крепостите пазили югозападната част на Конявската планина от нападения откъм крепостта Пауталия /гр. Кюстендил/. Защитник на крепостта Градище бил верният на болярина Кракра войвода Янкула. Негов пръв сподвижник бил хайдутинът Колош /Колуш/, пазител на пътищата в района. Уплътнените ъгли на североизток и югозапад са останки от наблюдателни кули. При разкопки са намерени строителна и битова керамика, железни предмети и бронзови монети, повечето от времето на император Константин Велики /312 – 337 г./ В началото на ХХ век на Градището е намерена мраморна плоча с изображение на човек, който държи змия – богът-лекар Асклепий. В местностите Червено присое и Любенов дол са открити единични погребения от късноантичния некропол, принадлежащ към близките крепости.
Пътят продължава на юг по билото на височината Чаталето. По маркирана добре очертана пътека се стига до две пресъхнали езера и горска поляна от 30 дка, осеяна с див розов /самовилски/ божур, който цъфти в края на май и началото на юни. Още по на юг е местността Янкувец и х. Ведрица, разположена сред вековна дъбова гора – защитен природен обект. На юг от резервата е връх Колош, кръстен на хайдутина Колош. Падането на мъгла на тази височина означава, че времето ще се развали. При ясно време върхът служи като планинска наблюдателница. На север е веригата от ридове на Голо Бърдо, на изток – Витоша с конусовидния Черни връх, на юг в далечината – заоблените очертания на Рила, а в дъното край Струмската долина – острите върхове на Пирин. В югозападна посока се вижда Осоговската планина с първенеца Руен /2253 м/. Оттук човек може да се наслади и на плодородните котловинни полета на Кюстендил, Дупница, Радомир и долината на р. Струма.
На връх Колош са намерени останки от римско светилище, строителна и битова керамика и монети от римската епоха и от времето на Йоан ІІ Комнин.
На север от резервата Янкьовец има ловна хижа. По-надолу започва резерватът Люлякова падина. В края на май и началото на юни местността ухае на бял, розов и червен люляк. Тук расте и рядко срещаното жълто диво лале. В северозападна посока пътека води надолу до местността Манастира, където е манастирът „Св. Николай Летни“. Тук е изворът на Кленовска река.
Коларски път води до с. Кленовик, в началото на което се намира църквата „Успение Богородично“, строена през 1836 г. Тя е еднокорабна, с полукръгла външна апсида, построена е във възрожденски стил. Запазени са надписи с герб на Цариградската вселенска патриаршия /двуглав орел с кръст/. Стенописите са на иконописеца Николай от самоковската школа на Захари Зограф. /1810 – 1850 г./.